# Rad-Weltcup 2001
Der Rad-Weltcup 2001 bestand aus 10 Eintagesrennen. Der Niederländer Erik Dekker gewann erstmals den Weltcup. In der Mannschaftswertung siegte das Team Rabobank.

## Rennen
| Datum       | Radrennen                | Sieger             |
| ----------- | ------------------------ | ------------------ |
| 24. März    | Mailand-San Remo         | Erik Zabel         |
| 8. April    | Flandern-Rundfahrt       | Gianluca Bortolami |
| 15. April   | Paris–Roubaix            | Servais Knaven     |
| 22. April   | Lüttich–Bastogne–Lüttich | Oscar Camenzind    |
| 28. April   | Amstel Gold Race         | Erik Dekker        |
| 11. August  | Clásica San Sebastián    | Laurent Jalabert   |
| 19. August  | HEW Cyclassics           | Erik Zabel         |
| 26. August  | Meisterschaft von Zürich | Paolo Bettini      |
| 7. Oktober  | Paris–Tours              | Richard Virenque   |
| 20. Oktober | Lombardei-Rundfahrt      | Danilo di Luca     |

## Endstand
| Platz | Fahrer            | Punkte |
| ----- | ----------------- | ------ |
| 1.    | Erik Dekker       | 331    |
| 2.    | Erik Zabel        | 250    |
| 3.    | Romāns Vainšteins | 229    |
| 4.    | Paolo Bettini     | 201    |
| 5.    | Davide Rebellin   | 170    |

- Gesamtwertung auf memoire-du-cyclisme.net